# Gerda Stocker-Meyer
Gerda Stocker-Meyer (* 26. August 1912 in Spiez; † 19. November 1997 in   Toffen) war eine der ersten hauptberuflichen Journalistinnen der Schweiz und die erste Frau im Vorstand des bernischen Pressevereins. Im Vorstand von verschiedenen politischen und journalistischen Organisationen engagierte sie sich für das Frauenstimmrecht.

## Tätigkeit als Journalistin
Ab Anfang der 1940er Jahre arbeitete Gerda Stocker-Meyer nach absolvierter Ausbildung als Journalistin. Sie verfasste zahlreiche Radiobeiträge. Im 2. Weltkrieg leitete sie die Presseaktion der Zentralstelle für Flüchtlingshilfe. Später in den 1950er Jahren engagierte sie sich mit ihrer Arbeit für den Konsumentenschutz.
Stocker-Meyer war in sämtlichen Organisationen und Komitees vertreten. Im Bernischen Presseverein war sie die erste Frau im Vorstand. Zudem war sie im Aufsichtsgremium der SRG, der Studiengruppe für Konsumentenfragen, der Arbeitsgemeinschaft "Frau und Demokratie" und im Pressedienst der Schweizerischen Zentralstelle für Flüchtlingshilfe.

## Politisches Wirken
Gerda Stocker-Meyer engagierte sich stark für die Frauenstimmrechtsbewegung auf kantonaler und nationaler Ebene. Sie fungierte als Leiterin des Pressedienstes und verfasste Flugschriften, Broschüren, und Presse und Dokumentationsmappen für die eidgenössische Abstimmung zum Frauenstimmrecht im Jahr 1971.

### Frauenstimmrechtsbewegung
Auf den Vorschlag von Gerda Stocker-Meyer wurde die Frauenstimmrechtsbewegung 1941 umbenannt. Ihr Einwand gegen dieses Wort war, dass das Wort Frauenstimmrecht zu radikal war und man die Gesellschaft langsam an dieses Thema heranführen muss. So schufen Berner Aktivistinnen ein Komitee für die Mitarbeit der Frau in der Gemeinde. So erklärt Mitgründerin Marthe Gosteli: 

«Das Aktionskomitee hat diesen Namen gewählt, um den Eindruck zu vermeiden, dass Frauen bloss auf Rechte pochten. Wer aber sollte schon dagegen sein, wenn Frauen im Dorf mitarbeiteten, etwas Soziales leisteten? Man wollte auf die Mitarbeit der Frauen hinweisen, die gerade in den Kriegsjahren enorm gross war, und die partnerschaftliche Arbeit in allen, also auch in politischen Belangen betonen. Zudem suchte das Komitee im regionalen Zusammenschluss den Stadt-Land-Kontakt. [...] Wir konnten den Bäuerinnen nicht sagen, dass wir vom Frauenstimmrechtsverein kamen. Also sagte man: Es geht um die Mitarbeit der Frauen in den Gemeinden.»
Nachdem das Frauenstimmrecht auf eidgenössischer Ebene nicht umgesetzt wurde, versuchten feministische Aktivistinnen das Frauenstimmrecht erst kantonal in Bern durchzubringen. So erhoffte man sich, dass durch positive Erfahrungen in Bern das Frauenstimmrecht landesweit ausgeweitet wird. Gemeinsam mit Marie Boehlen, Frieda Amstutz und Adrienne Gonenbach lancierte Gerda Stocker-Meyer am 9. Februar 1952 eine Volksinitiative. Durch die Vorlage sollte es den Gemeinden in Bern freigestellt sein, den Frauen das fakultative Stimm- und Wahlrecht zu überlassen. Das politische Vorhaben war von Frauen für Frauen. Weil nur Stimmberechtigte, also Männer, unterschreiben durften, galt dies als ein Seltenheit. Durch das Organisieren von Veranstaltungen und mit der Mitarbeit von angesehenen Politikern erreichte die Vorlage 35'000 Unterschriften.
Am 7. Juli 1953 überreichte unter anderem Gerda Stocker-Meyer den Initiativbogen dem Regierungsratspräsidenten Georges Moeckli. Die Volksabstimmung zur Einführung des fakultativen Gemeindestimmrechts wurde auf den 4. März 1956 festgelegt. Die Vorlage scheiterte an der Abstimmung mit etwa 54 % Nein-Stimmen.
Stocker-Meyer beteiligte sich auch aktiv für die eidgenössische Wahl über das Frauenstimmrecht 1971. In den 1980er Jahren setzte sie sich für den Gleichstellungsartikel und das neue Eherecht ein.

## Leben
Gerda Stocker-Meyer war Tochter des Ingenieurs Reinhard Meyer und Betty Meyer, geborene Rein. Sie absolvierte eine publizistische Ausbildung und studierte an der Universität Bern. 1946 heiratete sie den Kunstmaler und Mosaikkünstler Arnold Stocker. Am 19. November 1997 verstarb sie in Toffen.

## Preise
1973 wurde Gerda Stocker-Meyer mit dem Ida-Somazzi-Preis ausgezeichnet. Der Preis ist mit 10'000 Schweizer Franken dotiert und wird jedes Jahr für herausragende Leistungen in der Frauenförderung vergeben. 1985 war sie für ebendiesen Preis als Laudatorin geladen.